# Station Sokoły
Station Sokoły is een spoorwegstation in de Poolse plaats Sokoły.